# Вевиорка, Абрам
Абрам Вевиорка (в ряде источников Абрам Вевьорка; 1887, Бабиак, Великопольское воеводство — 15 декабря 1935, Киев) — еврейский писатель

.

## Биография
Родился в 1887 году. Свою литературную деятельность Абрам Вевиорка начал в 1908 году, но некоторую известность приобрёл лишь после переезда из Англии в Советскую Россию. 
Приобщение к коммунистической идеологии дало ему внутреннюю возможность развернуться. Он стал ведущих сотрудников газеты «Дер Эмес» и других еврейских советских периодических печатных изданий. 
Автор первой советской пьесы на еврейском языке («Honenkrei», M., 1923); его перу также принадлежат пьесы: «Шиндел», поставленная Московским государственным еврейским театром (Московский ГОСЕТ) под названием «137 детдомов», и «Нафтоли Ботвин» (художник А. Г. Тышлер, музыка Б. Понизовского; 1927), шедшая в Белорусском государственном еврейском театре. 
Один из основателей еврейской секции Московской ассоциации пролетарских писателей.
Абрам Вевиорка умер 15 декабря 1935 года в городе Киеве.